# Hölster Heinke
Hölster Heinke (ook wel aangeduid met: Schinderhinke of Schinderhannes) was een bekende struikrover die omtrent 1750 leefde in de landelijke en beboste omgeving van de Noord-Limburgse stad Venlo. Zijn werkgebied waren voornamelijk de hoofdwegen die vanuit de stad Venlo naar het noorden en het zuiden liepen. In de gelijknamige sage wordt zijn aanwezigheid genoemd op de Meerlose Hei ten noorden van Venlo, maar rondom de hoeve Hulsterhof, waar hij zich vaak schuilhield. Tijdens zijn rooftochten werd hij bijgestaan door negen andere struikrovers, waaronder zijn vrouw Zwarte Trui, een zigeunerin. Later werd de hoofdweg in de beboste streek tussen Venlo en Swalmen zijn werkgebied. Met name het huis de Mergelstraat, maar ook de Schelkensbeek bij Reuver waren uit overleveringen de plekken waar veel eenzame reizigers en handelaren (die eventueel spul van waarde bij zich hadden) werden beroofd. Niet zelden werden de slachtoffers ook vermoord. De lijken werden naderhand met een steen om de hals in de zeer nabijgelegen rivier de Maas geworpen.
Volgens de sage werd Schinderhinke opgepakt toen hij zich met een schotwond verstopte in de regenton van de Hulsterhof. De boer verraadde hem echter. Hölster Heinke werd opgepakt en in 1753 geradbraakt op de Maagdenberg, dat destijds de centrale galgenberg van Venlo was (en nu een wijk en een gelijknamige heuvel). Zijn vrouw werd met acht anderen op diezelfde plaats opgeknoopt.

## Achtergrond
Aanvankelijk kwam Hölster Heinke in opstand tegen de zogenaamde wervers, die in dienst van de koning Frederik Willem I van Pruisen jonge mannen uit o.a. de Venlose grensstreek vaak op hardhandige wijze rekruteerden voor het Pruisische leger. Met zijn gewelddadige acties kreeg hij veel lof en bewondering van de plaatselijke bevolking. Later richtte hij zijn criminele praktijken tegen willekeurige, eenzame reizigers, waarvoor hij uiteindelijk met name gevreesd werd.

## Naamsherkomst
Zowel Hölster Heinke of Schinderhinke is een bijnaam voor de naam Heinkes. Hölster in de naam Hölster Heinke verwijst naar de Hulsterhof, een van zijn voornaamste schuilplaatsen. De tweede naam Heinke is eigenlijk een pseudoniem voor de voornaam Heinkes. Heinke kan ook verwijzen naar het Duitse en het lokale woord Henker, dat beul of scherprechter betekent. Door diegenen die hem en zijn roversbende kenden, werd hij ook met dergelijke woorden omschreven. Hölster Heinke stond ook bekend onder de naam Schinderhinke, waarin het tweede deel -hinke dezelfde betekenis heeft als Heinke(s), en mogelijk het afgeleide Henker. Schinder komt van het oude beroep paardenvilder en het Duitse werkwoord schinden, dat villen betekent. Deze benaming heeft mogelijk te maken met zijn brute roofovervallen, die vaak resulteerden in de dood van de slachtoffers.

## Schelkensbeek
Een andere sage die te linken is aan de achttiende-eeuwse rover Hölster Heinke, is de sage over de Schelkensbeek. De Schelkensbeek is een beek die vanuit de beboste hoogten van de Maasterassen tussen de dorpen Belfeld en Reuver (zuidelijk van Venlo) naar de Maas stroomde. Tussen die dorpen stroomde de beek in een smalle laagte. Vlak bij dat huis was een doorwaadbare plaats in de beek. Aan de kant van de beek, waar zij zich bevonden, werd overdwars een koord met een schelke (belletje) bevestigd, zodat de struikrovers gewaarschuwd werden indien iemand overstak. Aangezien de doorwaadbare plaats in de omstreken behoorde tot de enige route van Venlo naar Roermond, werd er redelijk vaak gebruik van gemaakt door reizigers. Dit resulteerde dus vaak in plunderingen. Na de executie van Schinderhinke en zijn bende, was het gedaan met het belletje (en alle rooftochten in de streek), alhoewel de beek haar naam heeft behouden.

## Ander informatie
De sage over Schinderhinke is niet te verwarren met de overleveringen over de Duitse bandiet Schinderhannes, die aan het eind van de achttiende eeuw de omgeving van de stad Mainz en de nabijgelegen Hunsrück onveilig maakte.